# Sebastian Kurz
Această pagină se referă la un om politic din secolul al XXI-lea; pentru matematicianul omonim din secolul al XVII-lea, vezi Sebastian Kurz (matematician).

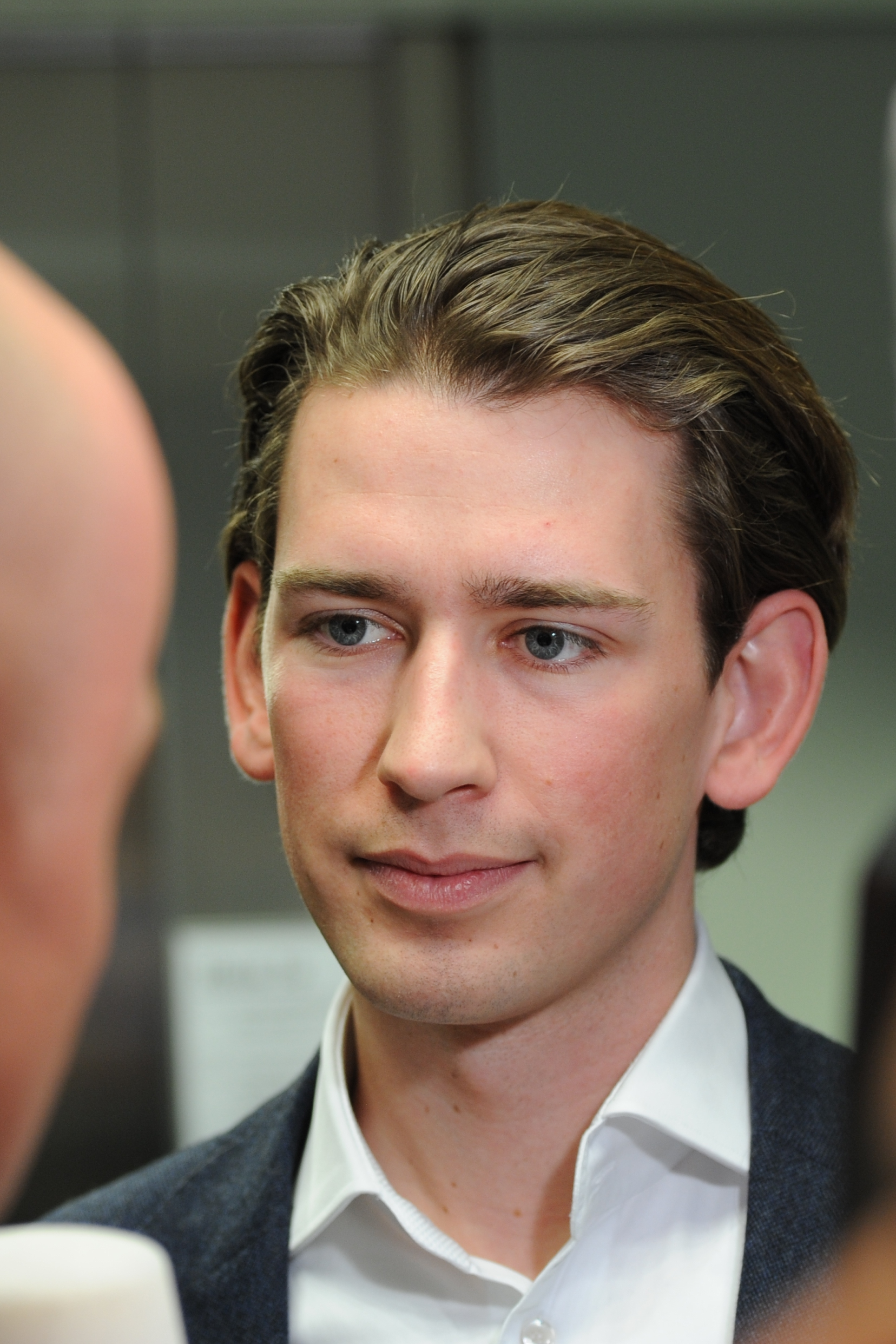
Sebastian Kurz (2013)

Sebastian Kurz (; n. 27 august 1986, Viena, Austria) este un om politic austriac, președintele partidului conservator ÖVP. Până în 2021 a fost cancelar federal al Austriei.

## Cariera politică
Bunica maternă, originară din Voivodina, s-a refugiat în Austria după Al Doilea Război Mondial.
Kurz a intrat în politică încă din adolescență și a fost nevoit să își întrerupă studiile la Drept pentru a urma această carieră.
În 2013 a preluat funcția de secretar de stat pentru integrarea imigranților.
A îndeplinit din 16 decembrie 2013 până la 18 decembrie 2017 funcția de ministru de externe, iar de la acea dată funcția de cancelar federal al Austriei. La data preluării mandatului avea numai 27, respectiv 31 de ani și era cel mai tânăr ministru de externe din Europa, precum și cel mai tânăr șef de guvern din lume.
Pe 28 mai 2019 guvernul Kurz a fost demis prin moțiune de cenzură. Din 7 ianuarie 2020 a fost din nou cancelar federal al Austriei.
La 9 octombrie 2021, Sebastian Kurz și-a anunțat demisia din funcția de cancelar, ca urmare a acuzațiilor de corupție, fiind „suspectat că a folosit fonduri guvernamentale pentru a-și asigura o acoperire mediatică favorabilă”. La 2 decembrie 2021 s-a retras din politică.